# Agnieszka Fitkau-Perepeczko
Agnieszka Fitkau-Perepeczko (ur. 6 maja 1942 w Warszawie) – polska aktorka, pisarka, fotografka i była modelka.

## Życiorys
Jest córką Edwarda Fitkaua i Marii z domu Bzowskiej. Jej ojciec był lekarzem i ordynatorem w szpitalu w Aninie. Miała młodszego brata, Eryka. Wychowała się w Milanówku, gdzie ukończyła liceum.
Na drugim roku studiów była pasażerką samochodu uczestniczącego w wypadku, w wyniku czego doznała uszkodzeń twarzy. W 1966 ukończyła Państwową Wyższą Szkołę Teatralną w Warszawie, broniąc pracy magisterskiej pt. „Rozpusta kobiet w XVIII w. na podstawie Hrabiny ze »Spazmów modnych« Bogusławskiego”. W 1967 wyjechała w celach zarobkowych do Londynu, gdzie pracowała w obsłudze hotelowej.
Od 1970 przez kolejne 10 lat była aktorką Teatru Komedia, poza tym gościnnie występowała w stołecznych teatrach: Dramatycznym i Rozmaitości. Zagrała epizodyczne role w filmach: Potem nastąpi cisza (1966), Lalka (1968), Krajobraz po bitwie (1970), Za ścianą (1971) i Nie lubię poniedziałku (1971). W latach 70. dorabiała jako konferansjerka zapowiadająca występy artystów oraz jako piosenkarka, m.in. odbyła trasę koncertową po ZSRR i Mongolii z Anną German, a także śpiewała piosenkę „Cepelia, Cepelia” w widowisku Echa Ojczyzny prezentowanym przez polskich artystów w USA. Jeżdżąc po Polsce wykonywała w duecie z Markiem Perepeczką „Balladę o maku”, którą zaśpiewali również w jednym z odcinków programu telewizyjnego Tele-Echo. W Warszawie przez kilkanaście lat mieszkała na XV piętrze bloku przy ul. Waliców, na Osiedlu Za Żelazną Bramą.
Za namową brata w 1975 nawiązała współpracę w charakterze modelki z „Modą Polską”, która latem następnego roku oddelegowała ją na targi do Australii. W lipcu 1981 zamieszkała w Melbourne, gdzie uczyła się języka angielskiego na Uniwersytecie w Melbourne. Na obczyźnie pracowała jako fotografka ślubna i założyła własną agencję fotograficzną – „Family Tradition Photo”. Dorabiała, pracując jako herbaciarka w korporacji wełny. Poza tym występowała jako modelka w spotach reklamowych, m.in. producenta samochodów Mercedes i piwa Foster oraz koncernu owocowego SPC Fruit. Kontynuowała karierę aktorską, grając m.in. Hannę Geldschmidt w serialu Więźniarki (Prisoner, 1984), Aleksandrę, polską trenerkę bokserów w filmie Umarły dla świata (Dead to the World, 1990), panią Russell w Sprawie Millera (The Lancaster Miller Affair, 1990), Sophię Sabattini w jednym odcinki serialu A Country Practice (1994) oraz polską emigrantkę w Dźwięku klaszczącej ręki (The Sound of One Hand Clapping, 1998).
W 1998 została redaktorką naczelną miesięcznika „Magiczna Quchnia”, w którym publikowała także swoje felietony. W 2001 wydała swoją pierwszą książkę pt. Fascynacje kulinarne gwiazd.
W latach 2003–2007 grała Simonę, matkę Stefana Mullera (Steffen Möller) w serialu TVP2 M jak miłość. Rola zapewniła jej największą popularność w Polsce. W kolejnych latach wydała kilka książek: Fascynujące podróże gwiazd... i moje (2003), S jak serial (2005), Śniadanie w łóżku i inne rozkosze... kulinarne (2006), Babie lato, czyli bądź szczęśliwa całe życie (2007), Strzał w dziesiątkę (2009) i Romantyczna kolacyjka (2014), którą napisała z Michałem Olejnikiem.
W październiku 1966 wyszła za aktora Marka Perepeczkę, z którym była związana do jego śmierci w listopadzie 2005. Nie ma dzieci.

## Filmografia
- Lalka (1968) jako młoda dama (niewymieniona w czołówce)
- Tabliczka marzenia (1968) jako kochanka Stefana
- Gniewko, syn rybaka (1969–1970) jako łuczniczka (gościnnie, 1 odcinek)
- Przygody pana Michała (1969) jako dziewczyna zabawiająca się ze strażnikiem (gościnnie, 1 odcinek)
- Krajobraz po bitwie (1970) jako koleżanka Niny
- Motodrama (1971) jako urzędniczka wypłacająca pensję Jackowi
- Nie lubię poniedziałku (1971) jako stewardesa (niewymieniona w czołówce)
- Za ścianą (1971) jako sąsiadka (niewymieniona w czołówce)
- Wyspy szczęśliwe (1972) jako pielęgniarka
- Nie ma róży bez ognia (1974) jako lokatorka pytająca o kaszę (niewymieniona w czołówce)
- Motylem jestem, czyli romans 40-latka (1976) jako pani Burk, stylistka mody, autorka kimon
- Ród Gąsieniców (1979) jako Helena Modrzejewska (2 odcinki)
- Więźniarki (Prisoner, 1984) jako Hannah Geldschmidt (5 odcinków)
- Człowiek wtyczka (The Humpty Dumpty Man, 1986) jako Yelena Galkin
- Latający doktorzy (The Flying Doctors, 1987) jako Eva Mirevski (gościnnie, 1 odcinek)
- The Lancaster Miller Affair (1990) jako pani Russell
- Dead to the World (1991) jako Alexandra
- A Country Practice (1994) jako Sophia Sabatini (1 odcinek)
- Na szczęście (Lucky Break, 1994) jako kobieta na ślubie
- Simone de Beauvoir's Babies (1997) jako instruktorka pływania
- Prostytutki (1997) jako Lida
- Oklaski jednej dłoni (The Sound of One Hand Clapping, 1998) jako polska emigrantka
- M jak miłość (2003–2007) jako Simona Muller, matka Stefana (117 odcinków)
- 39 i pół (2008) jako Maggie (gościnnie, 2 odcinki)

## Publikacje
- Fascynacje kulinarne gwiazd (2001, Diogenes)
- Babie lato, czyli bądź szczęśliwa całe życie (2002, Świat Książki)
- Fascynujące podróże gwiazd... i moje (2003, Świat Książki)
- S jak serial (2005, Świat Książki)
- Śniadanie w łóżku i inne rozkosze... kulinarne (2006, Nowy Świat)
- Babie lato, czyli bądź szczęśliwa całe życie (2007, Nowy Świat)
- Strzał w dziesiątkę (listopad 2009, Nowy Świat)
- Romantyczna kolacyjka, współautorka (razem z Michałem Olejnikiem, 2014, Matras)